# عيشة قنديشة
عائشة قنديشة (يشار إليها في بعض الأعمال باسم قنديسة) امرأة مجاهدة عاشت في القرن 15 و سماها البرتغاليون بعايشة كونديشة او ( contessa ) أي الأميرة عايشة. و قد تعاونت مع الجيش المغربي آنداك لمحاربة البرتغاليين الدين قتلوا أهلها. الرواية الثانية تنبع من الذاكرة التراثية الشعبية للمغاربة التي تعتبرها شخصية أسطورية تشبه بالجن، وعادة ما يتم تصويرها على أنها شابة جميلة لها أرجل حيوان ذو حافر مثل الماعز أو الجمل. على الرغم من أن أوصاف عائشة قنديشة تختلف من منطقة إلى أخرى داخل المغرب، إلا أنه يُعتقد عمومًا أنها تعيش بالقرب من مصادر المياه، ويقال إنها تستخدم جمالها لإغواء الرجال المحليين ثم تصيبهم بالجنون جنونهم أو تقتلهم. من أسمائها أيضا عيشة مولات المرجة (سيدة المستنقعات) لالة عيشة، عيشة السودانية أو عيشة الكناوية.
تفيد الرواية الثانية الرائجة بأن هذه السيدة كانت شخصية معروفة بمقاومتها جنود الاحتلال، إبان التوسع البرتغالي للمغرب الذي دام زهاء قرن، وبدأ منذ سنة 1415 ميلادية، وكانت شراستها في مواجهتهم سبباً في الاشتهار بأنها جنية وليست من بني البشر.

## الأسطورة
ويصور التراث الشعبي المغربي عيشة قنديشة مرة في شكل ساحرة عجوز شمطاء وحاسدة تقضي مطلق وقتها في حبك الألاعيب لتفريق الأزواج وتارة أخرى تأخذ شبها قريبا من «بغلة الروضة» (بغلة المقبرة) فتبدو مثل امرأة فاتنة الجمال تخفي خلف ملابسها نهدين متدليين وقدمين تشبهان حوافر الماعز أو الجمال أو البغال (بحسب المناطق المغربية). وكل من تقوده الصدفة في أماكن تواجدها يتعرض لإغوائها فينقاد خلفها فاقداً للإدراك إلى حيث مخبأها دون أن يستطيع المقاومة وهناك تلتهمه بلا رحمة، لتطفئ نار جوعها الدائم للحم ودم البشر.
تفتن عيشة قنديشة الرجال بجمالها وتستدرجهم إلى وكرها حيث تمارس الجنس معهم ومن ثم تقتلهم فتتغذى على لحوم ودماء أجسادهم إلا أنها تخاف من شيء واحد وهو اشتعال النار أمامها، وفي إحدى القصص التي تدور حولها يزعم أن عيشة قنديشة اعترضت مرة سبيل رجال كانوا يسكنون القرى فأوشكت على الإيقاع بهم من خلال فتنتها إلا أنهم استطاعوا النجاة منها خلال قيامهم بحرق عمائمهم أمامها وذلك بعد أن لاحظوا شيئاً فيها يميزها عن بقية النساء وهو أقدامها التي تشبه قوائم الجمل، إذن فالسبيل الوحيد للنجاة منها هو ضبط النفس ومفاجأتها بالنار لأنها تعتبر نقطة ضعفها.

## التاريخ
حسب بعض المصادر فعيشة قنديشة شخصية حقيقية وهي امرأة تنحدر من الأندلس، من عائلة موريسكية نبيلة طردت عائلتها من هناك، عاشت في القرن الخامس عشر وأسماها البرتغاليون بعيشة كونديشة أي الأميرة عيشة (الكونتيسا contessa). وقد تعاونت مع الجيش المغربي آنداك لمحاربة البرتغاليين الذين قتلوا وشردوا أهلها. فأظهرت مهارة وشجاعة في القتال حتى ظن البعض وعلى رأسهم البرتغاليون أنها ليست بشرا وانما جنية. صنعت لنفسها مجدا واسما ذائعا لدى المقاومين والمجاهدين وعامة المغاربة عندما حاربت الاحتلال واتخذت في ذلك مذهبا غريبا حيث كانت تقوم باغراء جنود الحاميات الصليبية وتجرهم إلى حتفهم إلى الوديان والمستنقعات اذ يتم ذبحهم بطريقة ارعبت المحتلين الأوروبين.

## الأنثربولوجيا

### حسب الأنثربولوجي بول باسكون
لا ينحصر تداول هذه الأسطورة في أوساط العامة فقد كتب عالم الاجتماع المغربي الراحل بول باسكون عنها في كتابه أساطير ومعتقدات من المغرب حيث تتداول أوساط العامة أسطورة تحكي كيف ان أستاذا أوروبيا للفلسفة في إحدى الجامعات المغربية كان يحضر بحثاً حول عيشة قنديشة فوجد نفسه مضطراً إلى حرق كل ما كتبه حولها وايقاف بحثه ثم مغادرة المغرب، بعدما تعرض لحوادث عدة غامضة ومتلاحقة.

### حسب الانثربولوجيوسترمارك
أما بالنسبة إلى الانثربولوجي الفنلندي وسترمارك الذي درس أسطورتها بعمق يتعلق الأمر باستمرار لمعتقدات تعبدية قديمة، ويربط بين هذه الجنية المهابة الجانب «عشتار» الهة الحب القديمة التي كانت مقدسة لدى شعوب البحر الأبيض المتوسط، وبلاد الرافدين من القرطاجيين والفينيقيين والكنعانيين، حيث الذين كانوا يقيمون على شرفها طقوساً للدعارة المقدسة، وربما أيضا تكون «عيشة قنديشة» هي ملكة السماء عند الساميين القدامى حيث اعتقدوا قبلنا في انها تسكن العيون والأنهار والبحار والمناطق الرطبة بشكل عام.

## عيشة قنديشة في الفن والأدب
تحولت سيرة عيشة قنديشة إلى مصدر إلهام لعدد كبير من الفنانين والمبدعين من سينمائيين ومسرحيين وروائيين وتشكيليين، 

### رواية عيشة القديسة لمصطفى الغتيري
أصدرت دار النايا للنشر والدراسات في سوريا رواية تحت عنوان «عيشة القديسة» للروائي مصطفى الغتيري استلهمها من الأسطورة الشعبية المغربية. وتدور الرواية حول أربعة أشخاص اعتادوا اللقاء في مقهى وهم الأستاذ سعد والجمركي والممرض ويحيى الموظف بالبلدية، فيخوضون من خلال أحاديثهم اليومية، في موضوع عيشة قنديشة، ولإثارة حساسية الخوف والهلع ارتأى الكاتب أن يكون موعد حديثهم ما بين صلاتي المغرب والعشاء. وإن كان المتحدثون مثقفون ومتعلمون ولكنهم ما زالوا يتحدثون عن الوهم القديم الذي كان يتخذ كغيره من المواضيع الخرافية مطية لهزم الخصوم لقضاء مآرب في الخفاء والتخفي. ويسافر بنا الراوي بعد جلسة ما قبل المغرب في فضاء مظلم باتجاه الشاطئ الصخري حيث هناك تقبع في مخيال البعض الأرواح الشريرة وعلى رأسها عيشة قنديشة المغربية. وعلى إثر حادثة سير لبطل الرواية الأستاذ سعد (وهو في طريقه لممارسة هواية الصيد ليلا كما العادة) يسرح في عوالم تخيلية لها علاقة بالزوجة والقنديشة حيث يعيش فترة زمنية بين الحلم واليقظة والهذيان وارتفاع درجة حرارة حُماه، ليجد نفسه من جديد بين أحضان الزوجة والأصدقاء، ويعود لحالته الطبيعية، لكن متوكئاً على عكازتين حيث يطغى على لاوعيه شبح عيشة قنديشة من آن لآخر.

### فيلم عن أسطورة مشابهة
في عام 2007 تم عرض فيلم بعنوان Beowulf وتم تصوير الفلم بطريقة الرسوم المتحركة، اذ تستند قصته إلى أسطورة شاعت عند سكان شمال أوروبا أو شعب الفايكنج تتناول قصة امرأة حسناء من جنس الشياطين تنجح في إغواء البطل بيولوف بجمالها حيث تعده بأن يتمكن من إخضاع ممالك عديدة تحت حكمه والنجاح في غزواته إن مارس معها الجنس، وهكذا نجحت في مسعاها وأنجبت منه تنيناً لا يعرف عنه شيئاً على مر السنوات إلى أن أتى يوم ظهر فيه التنين ودمر مملكة أبيه بيولوف فأحرقها.

### رواية الجنية لغازي القصيبي
وتدور أحداث رواية غازي القصيبي الجنية، الصادرة عام 2006م، حول زواج بطل الحكاية ضاري ضبيع الضرغام بجنية اسمها عائشة قنديشة.

## أساطير مشابهة
مما يثير الاستغراب وجود أساطير خرافية مشابهة لأسطورة عيشة قنديشة في تراث شعوب أخرى مثل أسطورة أم الدويس في الخليج العربي وأسطورة ذات الفم الممزق في اليابان وأسطورة النداهة في مصر ولعل القاسم المشترك فيما بينها جميعاً هو تلاقي عدد من القواسم المشتركة، مثل عنصر الإغواء الأنثوي وعنصر الرغبة في القتل والجنس وعنصر المكان الذي يكون عادة نائياً وخالياً.